# 功率因数
功率因数（英語：power factor，縮寫：PF）又称功率因子，是交流電力系統中特有的物理量，是一負載所消耗的有功功率与其视在功率的比值，是0到1之間的無因次量。
有功功率代表一電路在特定時間作功的能力，视在功率是電壓和電流有效值的乘積。純電阻負載的视在功率等於有功功率，其功率因數為1。若負載是由電感、電容及電阻組成的線性負載，能量可能會在負載端及電源端往復流動，使得有功功率下降。若負載中有電感、電容及電阻以外的元件（非線性負載），會使得輸入電流的波形扭曲，也會使视在功率大於有功功率，這二種情形對應的功率因数會小於1。功率因数在一定程度上反映了发电机容量得以利用的比例，是合理用电的重要指标。
電力系統中，若一負載的功率因數較低，負載要產生相同功率輸出時所需要的電流就會提高。當電流提高時，電路系統的能量損失就會增加，而且電線及相關電力設備的容量也隨之增加。電力公司為了反映較大容量設備及浪費能量的成本，一般會對功率因數較低的工商業用戶以較高的電費費率來計算電費。
提高負載功率因數，使其接近1的技術稱為功率因數修正。低功率因數的線性負載（如感應馬達）可以藉由電感或電容組成的被動元件網路來提昇功因。非線性負載（如二極體）會使得輸入電流的波形扭曲，此情形可以由主動或被動的功率因數修正來抵消電流扭曲的影響，並且改善功因。功率因數修正設備可以位在中央變電站、分佈在電力系統中，或是放在耗能設備的內部。
功率因數和電效率二者是不同概念，一設備的效率是輸出功率相對於輸入功率的比值，和功因不同。一設備功率因數提昇後，設備本身的效率不一定會隨之提昇。但功率因數提昇後，視在功率及輸入電流會減小，因此供電系統的效率會提昇。

## 線性電路

一功率因數為1的電路，其電壓、電流、瞬時功率及平均功率（, ），由於平均功率（深藍色線）均在X軸上方，所有功率均為實功，被負載所消秏

一功率因數為0的電路，其電壓、電流、瞬時功率及平均功率（, ），由深藍色線可以看出前四分之一個週期，能量由電網流到暫載，接下來四分之一個週期，能量由負載回到電網，因此沒有消耗實功

一功率因數落後的電路，其電壓、電流、瞬時功率及平均功率（, ），由深藍色線可以看出在標示φ的那段時間，部份功率由負載回到電源端

對於純電阻的交流電路，電壓和電流的相位相同，每個週期在同一個時間變換正負號，因此所有進入負載的能量都被負載消耗。當負載有電抗成份時（例如其中有電容或電感），部份能量會儲存在負載中，因此電壓和電流之間會有時間差（相位差）。在每個交流電壓的週期中，除了負載消耗能量外，會有額外的能量暫時儲存在負載的電場或磁場中，在稍晚的時間會將能量由負載送回電源端。這些未產生實功的能量在負載和電源端往復流動，增加導線上的電流，因此若二個設備要輸出相同功率，功率因數較低的設備會對應較大的輸入電流。線性負載不會改變電流的波形，但會改變電流相對於電壓的時序（即相位）。
若電路中只有純電阻性的加熱元件（如電燈泡、電爐等），其功率因數是1。若電路中含有電容或電感（如馬達、螺線管閥、鎮流器等），其功率因數會小於1。

### 定義及計算
交流電有三個成分：
- 實功率（real power，也稱為有功功率，active power），以P來表示，其單位是瓦特（W）。
- 視在功率（apparent power），以S來表示，其單位是伏安（VA），是电压和电流有效值的乘积。
- 無功功率（reactive power），以Q來表示，其單位是乏爾（var），或稱為无功伏安或是乏[3]。不過，另外三個不正確的寫法也被廣泛使用VAr, VAR, Var[4]

功率因數定義如下：
{\displaystyle {\frac {P}{S}}}.
對於純正弦波的波形而言，P,Q及S可以用相量來表示，三個相量可以形成滿足下式的相量三角形：
{\displaystyle S^{2}\,\!={P^{2}\,\!}+{Q^{2}\,\!}.}
若{\displaystyle \varphi }是電流和電壓之間的相位角，則功率因數等於此角的餘弦{\displaystyle \left|\cos \varphi \right|}，且：
{\displaystyle |P|=|S|\left|\cos \varphi \right|.}
由於單位一致（瓦特、伏安及无功伏安的因次相同），依功率因數的定義可得其為介於0到1之間的無因次量。當功率因數等於0時，功率全部為無功功率，在負載和電源之間往復流動。當功率因數等於1時，所有功率都由負載所消耗。一般功率因數會標示「領先」或「落後」，以表示其電壓相對電流相位角的正負號。
若接到電源的負載是純電阻性的負載，電流和電壓會同時變化，其功率因數是1，電能在每個週期都完全由電源流到負載端。像是變壓器或是任何有繞線的馬達等電感性負載，其電流波形落後電壓波形。而像电容组或是直埋电缆等電容性負載，其電流波形會領先電壓波形，這二種負載都會在交流週期中吸收部份能量，儲存在電路的電場（由電容產生）或是磁場（由電感產生）中，稍後能量才會回到電源端。
若要產生1 kW的實功，若負載的功率因數為1，只需提供1 kVA的視在功率（1 kW ÷ 1 = 1 kVA）。 若負載的功率因數為0.2，就需提供5 kVA的視在功率（1 kW ÷ 0.2 = 5 kVA）。因此需要產生較大的功率，在發電及輸電過程中的損失也會提高。
交流負載的輸入功率可分為有功功率和無功功率，二者的相量和即為視在功率。無功功率的存在會使得有功功率小於視在功率，因此負載的功率因數會小於1。電感性負載及電容性負載都會產生無功功率，但二者造成的電流電壓波形恰好相反：電感性負載會使電流波形落後電壓波形，有時會稱其為「消耗」無功功率；電容性負載會使電流波形領先電壓波形，有時會稱其為「產生」無功功率。

### 線性負載的功率因數修正
為了降低電力系統的傳輸損失並提昇負載端的穩壓程度，一般會希望負載可以有較高的功因，最理想的情形是將功因提昇到接近1.0的數值。當負載端出現無效功率時，視在功率會隨之提高。輸電系統中若加入功率因數修正的設備，可以改善輸電網路的穩定性，而功率因數修正後，視在功率下降，因此輸電網路的效率也可以提昇。一些因功率因數不佳，需要使用較高單位電費的客戶也會進行功率因數修正，以提昇功因，減少電費。
線性負載可藉由調整負載的電抗成份而修正功率因數，使其接近1.0。若負載為領先功率因數，表示是因為負載中電容影響，使其電流波形領先電壓波形，此時可以加入電感，抵消電容對功率因數的影響。反之，若負載為落後功率因數，表示是因為負載中電感影響，使其電流波形落後電壓波形，此時可以加入電容，抵消電感對功率因數的影響。一般工業負載（如馬達）多為電感性負載，因此常用加裝電容器的方式來提昇功率因數。
當電感或電容元件開關時，可能會產生電壓變動或是諧波雜訊，而且可能會提高系統的無載損失。最壞的情形下，這些有電抗成份的元件可能會和系統中的其他元件共振，引起系統的不穩定及嚴重的过电压問題，因此需在經過工程分析後才能加裝修正功率因數的電感或電容元件。

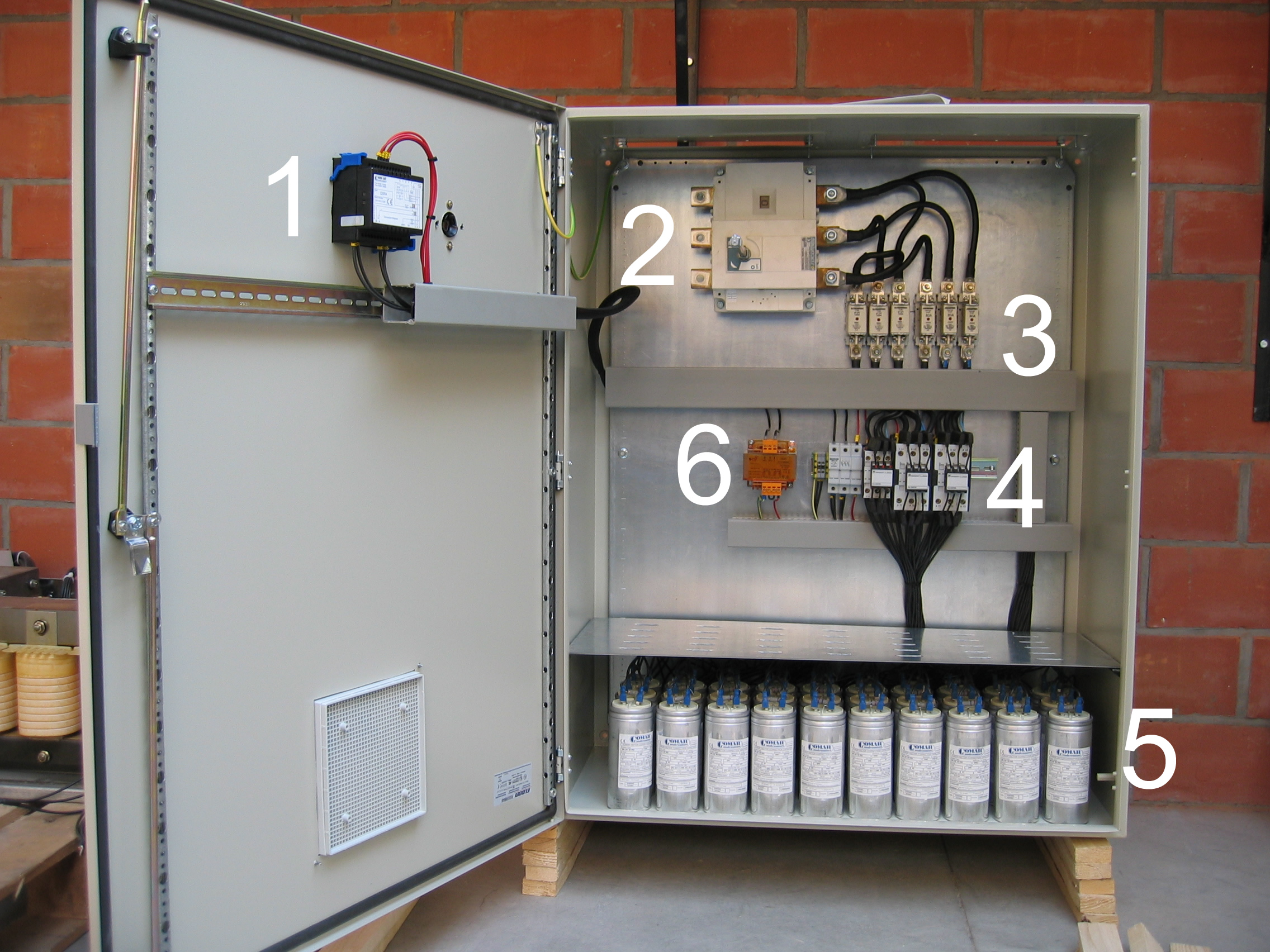
自由功率因數修正設備
1. 無功功率控制繼電器; 2. 電網連結點 3. 慢速保險絲; 4. 限制突波電流的接觸器 5. 電容器，可能是單相或是三相Δ接; 6. 供給控制電路及風扇電源的變壓器

功率因數自動修正設備（automatic power factor correction unit）包括許多利用接觸器切換的電容器。設備會量測電網中的功率因數，依功率因數用接觸器切換電容器。依電網負載及功率因數的不同，設備會切換必要的電容器以確保功率因數在設定值以上。
除了使用電容器修正功率因數外，無載的同步馬達也可以提供無功功率。同步馬達產生的無功功率是其場激磁的函數，一般稱為同步调相机或同步電容器，一般會在啟動後接到電網，運轉時會有領先的功率因數，因此可以提供負載需要的無功功率，使電網的功率因數可以維持在一定值。
调相机的安裝及運轉和大型馬達相同，其主要的好處是容易調整需提供的無功功率。同步调相机的部份特性類似電子式的可變電容器，但其需提供的無功功率和電壓成正比，和電容提供無功功率和電壓平方成正比不同，因此可以提昇大型電網的穩定性。同步调相机一般會用在大型的工廠中，例如煉鋼廠。
對於高壓電源系統或是波動工業負載的功率因數修正，使用靜止無功補償裝置或是STATCOM的比例正逐漸提高，相較於利用接觸器切換的電容器組，這類裝置可以更快速的補償功率因數的瞬間變化，而且這類固態電子元件的保養及維護又比同步馬達要簡單。

## 非線性負載
電力系統上常見的非線性負載包括整流器（用在電源供應器中），或是像螢光燈、電焊機或電弧爐電弧放電的設備。由於這些系統的電流會因為元件的切換而中斷，電流會含有諧波成份，其頻率為電源系統的整數倍數。畸變功率因數（Distortion power factor）可用來量度電流的諧波畸變對其平均功率的影響。

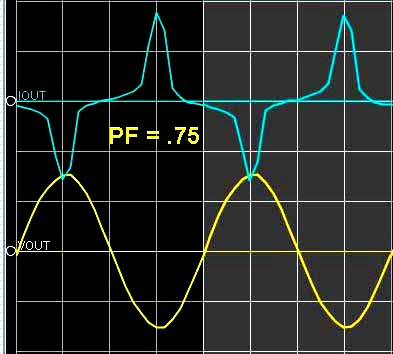
電腦電源供應器的弦波電壓及非弦波電流，其畸變功率因數為0.75

### 非正弦波成份
非線性負載將電流波形由正弦波扭曲成其他波形。非線性負載的輸入電流中除了原來電源的頻率（基頻）外，其中也會有許多高頻的諧波電流成份。由電容器及電感器等線性元件組成的濾波器可以降低諧波電流由負載端進入電源系統中。
線性元件組成的電路若電壓為一正弦波，其電流也是相同頻率的弦波。其功率因數只是因為電壓和電流之間的相位差，也可以稱為位移功率因數（displacement power factor）。若電流或電壓非弦波，視在功率包括所有諧波成份時，功率因數中不但有電壓和電流之間的相位差導致的位移功率因數，也會有對應諧波成份的畸變功率因數。
一般的三用電表無法量測非線性負載的輸入電流。三用電表會量測整流後波形的平均值。若使用量測均方根（RMS）值的電表，可以量測實際電流及電壓的均方根值，因此也可以計算視在功率。若要量測有功功率或無功功率，需使用針對非正弦波電流設計的瓦特表。

### 畸變功率因數
畸變功率因數（Distortion power factor）量度電流的諧波畸變對其平均功率的影響。以下計算假設電壓仍維持正弦波，沒有畸變，此假設接近一般實際應用的情形。{\displaystyle I_{1}}為電流的基頻成份，而{\displaystyle I_{\mbox{rms}}}為總電流，二者都以均方根值表示。
{\displaystyle {\begin{aligned}{\mbox{distortion power factor}}&={\frac {I_{1}}{I_{rms}}}\\&={\frac {I_{1}}{\sqrt {I_{1}^{2}+I_{2}^{2}+I_{3}^{2}+I_{4}^{2}+\cdots }}}\\&={\frac {1}{\sqrt {1+{\frac {I_{2}^{2}+I_{3}^{2}+I_{4}^{2}+\cdots }{I_{1}^{2}}}}}}\\&={\frac {1}{\sqrt {1+THD_{i}^{2}}}}\\\end{aligned}}}
{\displaystyle {\mbox{THD}}_{i}}為負載電流的總諧波畸變（Total Harmonic Distortion）。
{\displaystyle THD_{i}={\frac {\sqrt {\displaystyle \sum _{h=2}^{\infty }I_{h}^{2}}}{I_{1}}}={\frac {\sqrt {I_{2}^{2}+I_{3}^{2}+I_{4}^{2}+\cdots }}{I_{1}}}}
若將畸變功率因數乘以位移功率因數（displacement power factor，簡稱DPF），即可得到總功率因數，也可稱為真功率因數：
{\displaystyle {\mbox{PF}}={\frac {\cos {\phi }}{\sqrt {1+THD_{i}^{2}}}}}

### 開關電源
開關電源是一種常見的非線性負載，世界上至少有數百萬台個人電腦中有開關電源，功率輸出從數瓦到几千瓦。早期廉價的開關電源中有一個全波整流器，整流器只有在電源端電壓超過內部電容器的電壓時才會導通，因此其峰值因數很高，畸變功率因數很低，而且在三相的電流系統中，其中性线電流不會為零，可能會有中性线負载過大的問題。
典型的開關電源首先會用橋式整流器產生直流電壓，再由直流電壓產生輸出電壓。由於整流器為非線性元件，其輸入電流會有許多的高次諧波成份。此情形會造成電力公司的困擾，因為無法靠加入電容器及電感器的方式補償高頻的諧波成份。因此一些地區已開始立法要求所有功率大於一定值的電源供應器需要有功率因數修正機能。
歐盟為了提昇功率因數，有設置諧波的標準。若要符合現行歐盟標準EN61000-3-2，所有輸出功率大於75W的開關電源至少需要有被動功率因數修正（passive PFC）機能。而80 PLUS開關電源認證要求功率因數至少需到達0.9的水準。

### 非線性負載的功率因數修正
非線性負載的功率因數，可以透過在負載和電源之間加裝功率因數修正電路來改善。
最簡單的是用被動元件（電感、電容、電阻）組成的濾波器，此作法稱為被動功率因數修正或無源功率因數修正（passive PFC），價格較便宜，但需要的體積較大。主動功率因數修正或有源功率因數修正（active PFC）是指可調整負載的輸入電流，改善功率因數的電力電子系統，其中有功率元件調整輸入電流。另外，還有利用閘流體）高速開關電容及電感的動態功率因數修正（Dynamic PFC）。

## 在分佈式電力系統中的重要性
若功率因数小於1.0，表示電力系統除了產生有功功率外，還要產生額外的功率，增加發電及輸電的成本。例如一負載的功率因數為0.7，其視在功率為有功功率的1.4倍，其輸入電流也會是1.4倍，因輸電損失和電流平方成正比，輸電損失大約會是2倍。而且系統中的所有元件，如發電機、導線、變壓器等都需要因為額外的功率及電流也加大尺寸及額定，成本也隨之提高。
電力公司有權對功率因数低於指定值（0.85）的客戶停止供電。同時，工業客戶會被收取負荷費(kVA)及耗電費(kWh)，因此用戶安裝電容提高功率因数可減少電費支出。工程師一般將功率因數視為影響電力傳輸效率的因素之一。
由於輸電系統的效率及其成本逐漸受到重視，消費性電子產品中也開始加入主動功率因數修正的機能。能源之星針對電腦的5.0版指南要求電源供應器在100%額定輸出時的功率因數需到達0.9以上，根據英代爾及美国国家环境保护局的白皮書，電源供應器需要有主動功率因數修正的機能才可能符合能源之星電腦指南5.0版的要求。
在歐洲，IEC 555-2規定消費電子產品中需要有功率因數修正技術。

## 功率因数量測
單相電路（或平衡三相電路）的功率因数可以利用瓦特計－電流計－電壓計的方式量測，將量測到的功率除以電流和電壓的乘積即可。平衡的多相電路其功率因数和任何一相相同，不平衡多相電路的功率因数則沒有一致的定義。
若功率因數錶只要量測位移功率因數，可以用電動式的動圈式電錶來製作，但在儀器上的移動線圈需改為二個垂直的移動線圈。儀器的磁場由負載電路中的電流產生。垂直的移動線圈分別為A和B，A線圈串接電阻後與負載線路並聯，B線圈串接電感後與負載線路並聯，因此B線圈的電流會較A線圈落後。在功率因數為1時，A線圈的電流會和負載電流同相，因此A線圈會產生最大的力矩，使功率因數錶的指針指向1.0的刻度。若功率因數為0時，B線圈的電流會和負載電流同相，因此B線圈會產生力矩，使功率因數錶的指針指向0的位置。若功率因數界於0和1之間，會依二個線圈產生力矩的大小決定最後指針的位置。
數位化的儀器可以直接量測電壓和電流之間的相位角，計算功率因數，也可以量測有功功率和視在功率，再計算功率因數。前者只能用在電壓和電流為弦波的情形下，若電壓和電流不是弦波，此方法只能計算位移功率因數。後者可適用於線性及非線性的負載。

## 記憶口訣
英語系的電力電子工程師有以下的口訣可以記憶電容器及電感器對應的電流/電壓相位關係：
- 「ELI the ICE man」或「ELI on ICE」：在電感器（L）中電壓（E）相位領先電流（I）， 在電容器（C）中電流相位領先電壓（E）。
- 「CIVIL」：在電容器（C）中電流（I）相位領先電壓（V），電壓（V）相位領先電流（I）是電感器（L）的特性。
- 「CIA」：在電容器（C）中電流（I）相位是領先的而單位則是安培（A）
- 「LV」:在電感器（L）中相位領先的是（V）電壓和其單位伏特

## 外部連結
- Power Factor Correction Whitepaper
- Lessons In Electric Circuits - POWER FACTOR
- ON Semiconductor Power Factor Correction Handbook（页面存档备份，存于）
- An easier-to-understand explanation of power factor and efficiency（页面存档备份，存于）